# Acianthera fornograndensis
Acianthera fornograndensis är en orkidéart som beskrevs av L.Kollmann och A.P.Fontana. Acianthera fornograndensis ingår i släktet Acianthera och familjen orkidéer. Inga underarter finns listade i Catalogue of Life.